# Leszek Kuk
Leszek Andrzej Kuk (ur. 27 listopada 1951 w Koszalinie) – polski historyk, znawca Francji, profesor i prorektor UMK ds. studenckich w latach 2005-2008, w latach 2009-2013 dyrektor Stacji Naukowej Polskiej Akademii Nauk w Rzymie.
- wykładowca w Katedrze Międzynarodowych Stosunków Politycznych na Wydziale Politologii i Studiów Międzynarodowych UMK w Toruniu,
- wykładowca na Université Nancy,
- specjalności: historia XIX wieku oraz międzynarodowe stosunki polityczne.

Habilitację otrzymał w 1996 roku, tematem rozprawy habilitacyjnej była „Orientacja słowiańska w myśli politycznej Wielkiej Emigracji”.
Jego zainteresowania skupiają się na dziejach polskiej emigracji politycznej w XIX w., historii myśli politycznej XIX w; historii Europy środkowo-wschodniej/środkowej, społeczeństwach Zachodu wobec problemów politycznych Europy środkowej, współczesna historii Polski.

## Najważniejsze publikacje
- Wielka Emigracja a powstanie słowianofilstwa francuskiego. W kręgu działalności Cypriana Roberta, Toruń. 1991,
- Orientacja słowiańska w myśli politycznej Wielkiej Emigracji (do wybuchu wojny krymskiej). Geneza, uwarunkowania, podstawowe koncepcje, Toruń 1996,
- La Pologne du postcommunisme a’l anticommunisme L’ Harmatan, Paris 2001,
- L’armee polonaise a l’epogue dr la grande transformation, „Cahier d’Histoire immediate”, n019: printemps 2001.

## Życie prywatne
Żona: Jolanta Kuk, nauczycielka historii, obecnie pracuje w Szkole podstawowej w Warszawie numer 341 (30.05.2017)